# Trophodeinus spatulatus
Trophodeinus spatulatus är en tvåvingeart som först beskrevs av Borgmeier 1963.  Trophodeinus spatulatus ingår i släktet Trophodeinus och familjen puckelflugor. Inga underarter finns listade i Catalogue of Life.